# Sirtori-Klasse
| Sirtori-Klasse       | Sirtori-Klasse |
| -------------------- | --- |
| Giovanni Acerbi 1929 | |
| Überblick            | |
| Schiffstyp:          | cacciatorpediniere Zerstörer 1929: torpediniere Torpedoboot                                                               |
| Einheiten:           | 4 |
| Bauwerft:            | Odero, Sestri Ponente/Genua                                                                                               |
| Kiellegung:          | Februar 1916 |
| 1. Stapellauf:       | 24. November 1916 Giuseppe Sirtori                                                                                        |
| 1. Indienststellung: | Dezember 1916 Sirtori |
| Einsatz bis:         | am 24. September 1943 ging Francesco Stocco als letztes Schiff der Klasse verloren                                        |
| Technische Daten     | |
| Verdrängung:         | 790 ts 912 ts maximal |
| Länge:               | 73,5 m ü.a., 72,5 m pp.                                                                                                   |
| Breite:              | 7,3 m |
| Tiefgang:            | bis 2,8 m |
| Antrieb:             | 4 Thornycroft-Kessel 2 Tosi-Turbinen 15.500 PS                                                                            |
| Treibstoffvorrat:    | 150 t Öl |
| Geschwindigkeit:     | 30 (29) kn |
| Reichweite:          | 2.000 sm bei 14 kn |
| Besatzung:           | 84 |
| Bewaffnung:          | 6 × 102-mm-L/35-Geschütze 2 × 2 457-mm-Torpedorohre 10 Seeminen                                                           |
| Bewaffnung ab 1921:  | 6 × 102-mm-L/45-Geschütze 2 × 40-mm-L/39-Geschütze 2 × 6,5-mm-L/80-Maschinengewehre 2 × 2 457-mm-Torpedorohre 10 Seeminen |
| Bewaffnung ab 1942:  | 4 × 102-mm-L/45-Geschütze 6 × 20-mm-Breda-Maschinenkanonen 2 × 457-mm-Torpedorohre 2 × Wasserbomben-Werfer                |

Die Sirtori-Klasse war eine Klasse von vier verhältnismäßig kleinen Zerstörern der italienischen Regia Marina, die zweite von vier in den Jahren von 1913 bis 1919 gebauten Klassen von Booten nahezu gleicher Größe, die sich nur hinsichtlich ihrer Bewaffnung unterschieden. Auf die Pilo-Klasse von 1913 mit acht Booten folgten die Sirtori-Klasse von 1916 mit vier Booten, die La-Masa-Klasse von 1916 mit acht Booten und schließlich die Cantore- oder auch Generali-Klasse von 1919 mit sechs Booten. Sie alle verdrängten zwischen 615 und 709 Tonnen (Standard), waren 73–73,5 m lang und 7,3 m breit und hatten drei Schornsteine.

Die Schiffe der Pilo- und Sirtori-Klasse und fünf der La-Masa-Klasse kamen im Ersten Weltkrieg zum Einsatz. Alle Einheiten der vier Klassen wurden am 1. Oktober 1929 zu Torpedobooten umklassifiziert. Von den 26 ähnlichen Booten kamen noch 24 im Zweiten Weltkrieg zum Einsatz.

## Technische Daten
Die Sirtori-Klasse war eine Weiterentwicklung der Pilo-Klasse. Ihre Hauptartillerie bestand nicht mehr aus 7,6-cm-Kanonen, wie bei der Pilo-Klasse, sondern aus sechs 10,2-cm-L/35-Geschützen, jeweils drei auf jeder Seite, und ihre vier Torpedorohre waren in Zwillingssätzen angeordnet. Alle vier Boote der Klasse wurden am 2. Februar 1916 bei Cantieri Odero in Sestri Ponente auf Kiel gelegt. Die Indienststellung erfolgte in den Monaten Dezember 1916 bis Juli 1917.
Die Boote waren 73,5 m lang (72,5 m in der Wasserlinie) und 7,3 m breit und hatten maximal 2,8 m Tiefgang. Ihre Wasserverdrängung betrug 790 t (standard) und 912 t (maximal). Die Maschinenanlage bestand aus vier ölbefeuerten Thornycroft-Kesseln und zwei Tosi-Dampfturbinen, die 15500 PS lieferten. Die Schiffe hatten zwei Wellen. Die Höchstgeschwindigkeit bei Indienststellung war 30 Knoten, war jedoch zu Beginn des Zweiten Weltkriegs auf nur noch etwa 25 Knoten gesunken. Die Bunkerkapazität betrug 150 Tonnen Öl. Die Besatzung zählte 84 bis 85 Mann.
Sie waren ursprünglich mit sechs 10,2-cm-Kanonen Schneider-Armstrong L/35 und vier 45-cm-Torpedorohren in seitlichen Zwillingssätzen bewaffnet. Bis zu zehn Minen konnten mitgeführt werden.
Ab 1921 wurde die alte Hauptartillerie durch modernere 102-mm-L/45-Geschütze ersetzt sowie zwei 40-mm-L/40-Kanonen von Vickers-Terni zur Luftabwehr und zwei 6,5-mm-L/80-MG vom Typ Colt-Browning an Bord gegeben.

1942 wurde die Bewaffnung der seit 1929 als Torpedoboote klassifizierten beiden noch verbliebenen Boote (Giuseppe Sirtori und Francesco Stocco) modifiziert, indem die Anzahl der 10,2-cm-Geschütze und Torpedorohre zugunsten verstärkter Flak-Bewaffnung reduziert wurde. Sie bestand nunmehr aus zwei 102-mm-Kanonen, zwei 40-mm-Flak und sechs 20-mm-Flak L/65 von Breda sowie zwei 45-cm-Torpedorohren und zwei Wasserbombenwerfern.

## Einsatzgeschichte
Die vier Zerstörer der Klasse kamen im Ersten Weltkrieg zwischen Dezember 1916 und Juli 1917 in den Dienst der Regia Marina; sie bildeten schließlich das in Venedig stationierte 5. Zerstörergeschwader.
Die Giovanni Acerbi nahm schon am 15. März 1917 am Seegefecht in der Straße von Otranto teil. Sie gehörte zu den ersten Einheiten der Verbündeten, die aus Brindisi ausliefen, um die Einheiten der k.u.k. Kriegsmarine abzufangen, die die Otranto-Sperre in der Nacht angegriffen hatten. Zum Verband gehörten die britischen Town-Kreuzer Dartmouth und Bristol, der italienische Flottillenführer Aquila sowie weitere drei Zerstörer der Pilo-Klasse. Der Verband konnte wegen der dringend einer Überholung bedürftigen Bristol nur 24 Knoten laufen. Als man am Morgen feindliche Schiffe entdeckte und erkannte, dass die Flüchtenden zwei Zerstörer waren, wurden die italienischen Einheiten zu ihrer Verfolgung abgeordnet. Die in den Schutz der Küste fliehenden Zerstörer Csepel und Balaton der Tátra-Klasse hatten zuvor als Ablenkung erfolgreich ein italienisches Geleit zwischen Albanien und Italien angegriffen. In dem Verfolgungsgefecht mit hoher Geschwindigkeit erzielten die Italiener sofort einen Treffer auf der Balaton, die ihrerseits aber auch die Aquila traf und deren Maschine außer Betrieb setzte. Die italienischen Zerstörer blieben bei ihrem manövrierunfähigen Flottillenführer und setzten die Verfolgung nicht fort. Etwa gleichzeitig erkannten die Verbündeten den eigentlichen Angriffsverband gegen die Otranto-Sperre, die drei Rapidkreuzer Novara, Helgoland und Saida, ebenfalls auf dem Rückmarsch nach Cattaro. Dartmouth und Bristol befahlen die Zerstörer Acerbi und Mosto zu sich und liefen in eine Schutzposition für die Aquila. Die Rapidkreuzer liefen jedoch einen Nordwestkurs, um der artilleristisch überlegenen britischen Kreuzern zu entkommen. In dem Verfolgunggefecht erhielten die Kreuzer beider Parteien Treffer, die Last des Kampfes lag aber bald allein auf der Dartmouth, da nur ihre 152-mm-Geschütze den Feind erreichen konnten, Die Bristol mit ihrer gemischten Bewaffnung fiel wegen mangelnder Geschwindigkeit immer weiter zurück, so dass die Acerbi sie ohne Befehl bereits überholt hatte. Der Befehlshaber der Verbündeten befahl den vorläufigen Abbruch des Gefechts, als er befürchtete, die drei Rapidkreuzer würden sich gegen die alleinstehende Dartmouth wenden, da ihnen Verstärkung entgegenkomme. Tatsächlich kam diese, war jedoch noch weit ab, sie versuchten nur durch Positionsänderungen, das Abschleppen der schwer getroffenen Novarra zu sichern.

Der Befehl zum vorläufigen Abbruch des Gefechts wurde auf der Acerbi nicht richtig gedeutet, die allein für einen Torpedoangriff anlief. Dieser wurde im konzentrierten Feuer der drei Kreuzer nach Ausfall eines der vorderen Geschütze abgebrochen, bevor der Zerstörer auf Torpedoschussweite herangekommen war.

Acerbi erreichte dann per Funk der Befehl zum Abbruch das Gefechts und sie begleitete die Dartmouth auf dem Rückmarsch. Auf dem wurde der Kreuzer von UC 25 trotz einer auf sechs Zerstörer angewachsenen Sicherung torpediert und konnte nur unter größten Mühen in den Hafen zurückgebracht werden.
Am 13./14. August 1917 liefen den vier Zerstörer der Klasse mit sechs weiteren Zerstörern erstmals gemeinsam aus Venedig zu einem Einsatz gegen die k.u.k. Kriegsmarine aus. Der in See befindliche gegnerische Verband zog sich jedoch zurück; nur Vincenzo Giordano Orsini kam zu einer kurzen Gefechtsberührung.

Auch bei der Mehrzahl der folgenden Einsätze aus Venedig kam es zu keinen Gefechten mit Einheiten der k.u.k. Kriegsmarine.

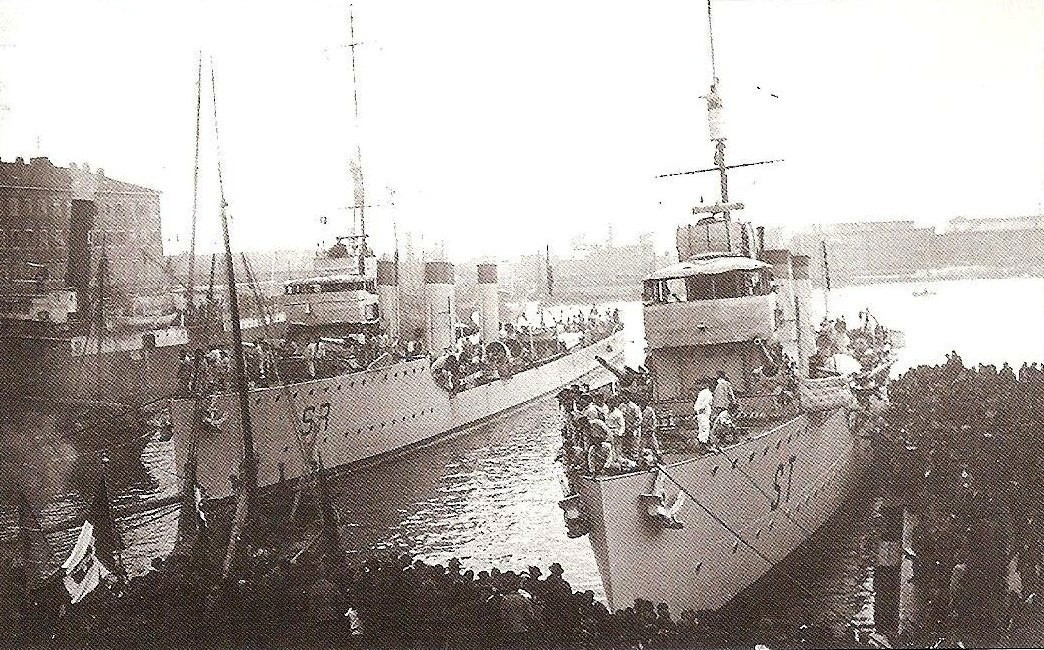
Eintreffen der Zerstörer Sirtori und Stocco in Fiume 1918

Am 4. November 1918 liefen die vier Zerstörer der Klasse unter Führung des alten Linienschiffs Emanuele Filiberto nach Fiume zum „Schutz der italienischen Bevölkerung“. Dies geschah im Wissen, dass nach den bestehenden Vereinbarungen die Stadt nicht an Italien fallen sollte. Schon auf dem Anmarsch wurden Acerbi nach Abbazia, heute Opatija und Orsini zur Insel Lussino, heute Lošinj, detachiert, um dort eine Übernahme nach Italien vorzubereiten. Dabei zeichnete sich Domenico Cavagnari, der Kommandant der Orsini aus, dem es gelang, sich zu Jugoslawien bekennende Soldaten auf Lussino zum Abzug aufs Festland zu bewegen. Auch Sirtori und Stocco liefen in den folgenden Tagen verschiedene Orte und Inseln im Archipel vor Fiume an, um sie für Italien zu reklamieren. Erst am 17. November erschienen weitere italienische Flotteneinheiten, die auch Militär an land setzten, um italienische Gebietsansprüche geltend zu machen.
Ab 1920 begann die Umrüstungbder Klasse auf modernere 102-mm-L/45-Geschütze. Im August 1923 gehörte die Sirtori zu einem Flottenverband um die Schlachtschiffe Caio Duilio und Andrea Doria, der während der Korfu-Krise nach Lakki (it.: Portolago) auf Leros verlegte, um den Druck auf Griechenland zu erhöhen.
Nach dem Zulauf modernerer und größerer Nachkriegsbauten wurden im Herbst 1929 die kleinen Zerstörer der Pilo-Klasse und ihrer drei Folgeklassen zu Torpedobooten herabgestuft. Anfang der 1930er-Jahre waren sie zum Teil in Sizilien oder in Libyen stationiert und transportierten gefangene Aufständische wie Umar al-Muchtar zu den Orten ihrer Prozesse oder in die Verbannung nach Ustica. Sie dienten auch als Schulboote oder als Zielschlepper.

## Verbleib der Boote
Zwei Boote, die Giovanni Acerbi und die Vincenzo Giordano Orsini, waren in Eritrea eingesetzt und gingen dort verloren. Sie waren dort dem aus den drei Zerstörern der Leone-Klasse bestehenden 5. Zerstörergeschwader zugeteilt. Die Giovanni Acerbi wurde schon nach wenigen Kontrollfahrten Anfang August 1940 von britischen Bombern schwer getroffen und konnte vor Ort nicht repariert werden. Weitgehend abgerüstet wurde das Boot am 4. April 1941 bei einem britischen Fliegerangriff in Massaua endgültig versenkt.

Das Schwesterboot Vincenzo Giordano Orsini wurde vier Tage später, am 8. April, von ihrer Besatzung in Massaua selbstversenkt, als die Einnahme des Stützpunkts durch das Britische Heer drohte.
Die beiden anderen Boote gehörten beim Kriegseintritt Italiens zur 3. bzw. 6. Torpedobootsdivision zusammen mit je drei ähnlichen ehemaligen Zerstörern der Pilo etc.-Klasse und versahen bis zur italienischen Kapitulation im September 1943 Sicherungsdienst im Mittelmeer.

Nur wenige Tage nach der Bekanntgabe des Waffenstillstands von Cassibile, wurde die Giuseppe Sirtori am 14. September 1943, im Zuge des gegen hartnäckigen italienischen Widerstand durchgeführten deutschen Angriffs auf Korfu, bei einem deutschen Fliegerangriff vor Korfu so schwer beschädigt, dass sie auf Strand gesetzt werden musste und am 25. September 1943 von ihrer Besatzung gesprengt wurde.

Die Francesco Stocco wurde am 21. Oktober 1940 dem neu gebildeten Kommando “Maritrafalba” in Brindisi zugeteilt, das für die Durchführung und Sicherung des Truppen- und Nachschubtransports nach Albanien verantwortlich war. Nur wenige Tage später, am 25. Oktober, wurde sie der Forza Navale Speciale (FNS) zugewiesen, die beim bevorstehenden Angriff Italiens auf Griechenland die geplante, dann aber doch nicht durchgeführte Landung auf Korfu durchführen sollte. Dann führte sie wieder Sicherungsdienst in der südlichen Adria durch. Dabei lief sie am 31. Januar 1941 vor Ancona auf eine drei Tage zuvor von den britischen U-Boot Rorqual gelegte Mine, konnte aber wieder repariert werden. Das Boot wurde am 24. September 1943 ebenfalls bei Korfu durch deutsche Kampfflieger versenkt.

## Einheiten der Klasse
Alle vier Einheiten der Klasse entstanden auf der Werft Cantieri Odero in Sestri Ponente.
| Name und Kennung              | Kiellegung | Stapellauf | in Dienst  | Verbleib |
| ----------------------------- | ---------- | ---------- | ---------- | --- |
| Giuseppe Sirtori (SR)         | 2.02.1916  | 24.11.1916 | 22.12.1916 | Am 14. September 1943 nach deutschem Luftangriff bei Korfu schwer beschädigt auf Strand gesetzt und am 25. September 1943 gesprengt                                           |
| Giovanni Acerbi (AC)          | 2.02.1916  | 14.02.1917 | 26.02.1917 | Anfang August 1940 in Massaua durch einen britischen Luftangriff irreparabel beschädigt und dann am 4. April 1941 in Massaua durch britische Fliegerbomben endgültig versenkt |
| Vincenzo Giordano Orsini (OR) | 2.02.1916  | 23.04.1917 | 12.05.1917 | Am 8. April 1941 in Massaua selbstversenkt |
| Francesco Stocco (ST)         | 2.02.1916  | 5.05.1917  | 19.07.1917 | Am 24. September 1943 durch deutsche Fliegerbomben bei Korfu versenkt |